# Zwartvinzwelghaai
De zwartvinzwelghaai (Centrophorus isodon) is een vissensoort uit de familie van de zwelghaaien en snavelhaaien (Centrophoridae). De wetenschappelijke naam van de soort is voor het eerst geldig gepubliceerd in 1981 door Chu, Meng & Liu.